# Antillen

Karte

Als Antillen bezeichnet man eine Inselgruppe in der Karibik. Sie besteht aus den Großen und den Kleinen Antillen. Gemeinsam mit den Bahamas und den Turks- und Caicosinseln (die bisweilen unter dem Begriff Lucayen zusammengefasst werden) bilden sie die Westindischen Inseln. Die Antillen begrenzen das Karibische Meer nach Norden und Osten.

## Unterteilung

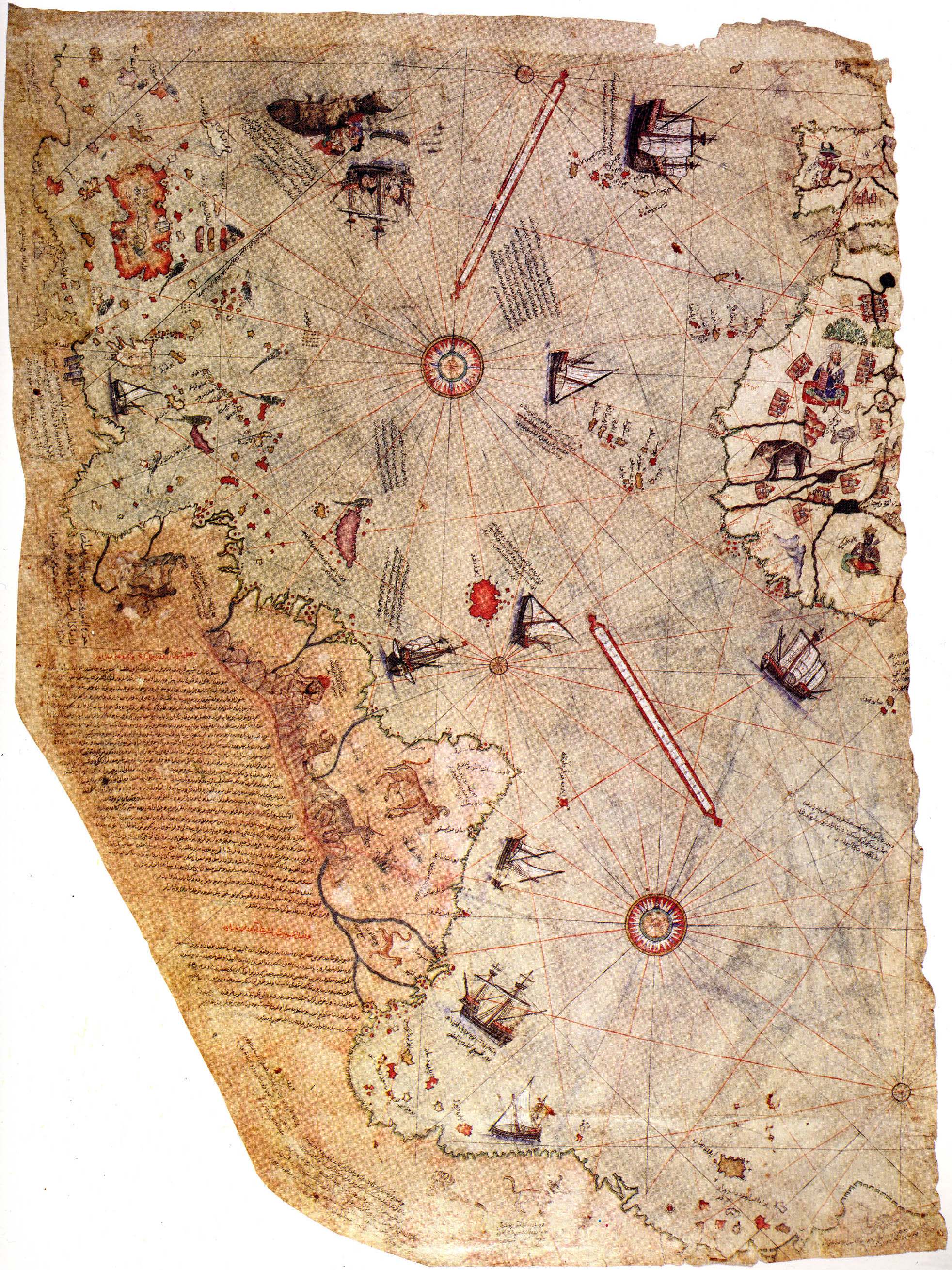
Karte des Piri Reis

|  | Die Antillen (Große Antillen und Kleine Antillen) |
|  | Die Großen Antillen: Kuba, Jamaika, Hispaniola und Puerto Rico. Das Adjektiv „Große“ bezieht sich auf diese vier Hauptinseln. Der Archipel umfasst jedoch außerdem viele kleinere Inseln und Inselgruppen. |
|  | Die Kleinen Antillen erstrecken sich von den Jungferninseln im Norden bis vor die venezolanische Küste im Süden.                                                                                           |

## Name
Der Name der Inselgruppe soll sich von der mythischen Insel Antilia ableiten, einer kleinen Insel im Atlantik, die von einer christlichen Gemeinschaft bewohnt worden sein soll.
Einer anderen Theorie zufolge leitet sich der Name von lateinisch (oder romanisch) ante ab, was „vor“ bedeutet und sich auf die Lage der Inseln „vor“ dem Kontinent beziehen könnte.
Auf der osmanischen Karte des Piri Reis von 1513 ist in arabischer Schrift eine Insel mit antilia bezeichnet, von der Lage her wird dahinter die Insel Kuba vermutet, andere Forscher vermuten dahinter Nova Scotia.

## Überblick
Im Folgenden sind die größten Inseln der Antillen gelistet. Die Bahamas werden in den meisten Quellen nicht zu den Antillen gezählt, lediglich die spanische Encarta bezieht diese mit in die Antillen ein.
|    | Name                | Land (Status)                                                             | Fläche (km²) | Bevölkerung | Dichte [Ew./km²] |
| -- | ------------------- | ------------------------------------------------------------------------- | ------------ | ----------- | ---------------- |
| 1  | Kuba                | Kuba                                                                      | 105.805,5    | 11.224.321  | 101              |
| 2  | Hispaniola          | Dominikanische Republik und Haiti                                         | 73.929,0     | 15.546.026  | 203              |
| 03 | Jamaika             | Jamaika                                                                   | 11.189,6     | 2.598.000   | 227              |
| 04 | Puerto Rico         | Puerto Rico (Kolonie der USA)                                             | 9.099,8      | 3.916.632   | 430              |
| 05 | Trinidad            | Trinidad und Tobago                                                       | 5.008,7      | 1.050.000   | 220              |
| 06 | Isla de la Juventud | Kuba                                                                      | 2.237,3      | 84.751      | 33               |
| 07 | Martinique          | Frankreich (eigene Region)                                                | 1.128,0      | 401.000     | 355              |
| 08 | Margarita           | Venezuela                                                                 | 956,8        | 420.000     | 450              |
| 09 | Basse-Terre         | Frankreich (Teil der Region Guadeloupe)                                   | 848,0        | 200.000     | 236              |
| 10 | Dominica            | Dominica                                                                  | 787,3        | 75.851      | 101              |
| 11 | Gonave              | Haiti                                                                     | 743,0        | 100.000     | 135              |
| 12 | Saint Lucia         | St. Lucia                                                                 | 639,8        | 160.145     | 258              |
| 13 | Grande-Terre        | Frankreich (Teil der Region Guadeloupe)                                   | 586,0        | 210.000     | 358              |
| 14 | Cozumel             | Mexiko                                                                    | 539,1        | 73.193      | 149              |
| 15 | Cayo Romano         | Kuba                                                                      | 464,7        | ?           | ?                |
| 16 | Barbados            | Barbados                                                                  | 462,4        | 276.607     | 642              |
| 17 | Curaçao             | Königreich der Niederlande (eigener Landesteil)                           | 443,1        | 173.400     | 391              |
| 18 | St. Vincent         | St. Vincent und die Grenadinen                                            | 381,0        | 108.600     | 314              |
| 19 | Cayo Coco           | Kuba                                                                      | 366,4        | ?           | ?                |
| 20 | Grenada             | Grenada                                                                   | 322,7        | 105.000     | 260              |
| 21 | Tobago              | Trinidad und Tobago                                                       | 308,8        | 54.084      | 180              |
| 22 | Bonaire             | Königreich der Niederlande (Besondere Gemeinde im Landesteil Niederlande) | 288          | 18.413      | 64               |
| 23 | Aruba               | Königreich der Niederlande (eigener Landesteil)                           | 193          | 71.891      | 396              |

- Inseln, auf denen die Hauptstadt des Landes liegt, zu dem sie gehören, sind fett hervorgehoben.
- Europäische Länder sind  farblich  hinterlegt.